# کلمبیا (آیووا)
کلمبیا (به انگلیسی: Columbia) یک منطقهٔ مسکونی در ایالات متحده آمریکا است که در شهرستان ماریون، آیووا واقع شده‌است.